# Войтоловский, Лев Наумович
Лев Нау́мович Войтоло́вский (17 февраля [1 марта] 1875, с. Старое, Полтавская губерния — 7 ноября 1941, Ленинград) — российский врач, журналист, публицист и литературный критик.

## Биография
Учился в 1 киевской гимназии, затем на медицинских факультетах Киевского и Харьковского университетов. Работал сверхштатным ординатором в киевской клинике нервных и душевных болезней.
В качестве судового врача участвовал в нескольких морских экспедициях. Принимал участие в Русско-японской (1904—1905) и Первой мировой войнах (1914—1917). В ходе Русско-японской служил военврачом военно-полевого госпиталя Николо-Уссурийской крепости. Участвовал в боях в Маньчжурии, был ранен и контужен, в 1906 демобилизован.
С 1907 по 1914 год совмещал медицинскую практику с литературной деятельностью. Работал редактором литературного отдела газеты «Киевская мысль». С началом Первой мировой войны вернулся на военную службу. С 1914 по 1917 гг. командовал военно-полевым госпиталем. Войну закончил в звании капитана медицинской службы.
До Революции симпатизировал левым партиям, но не был членом ни одной из них. В 1917 году был делегирован в качестве офицерского выборного от Особой армии на 2 Всероссийский съезд Советов, где фигурировал как социал-демократ меньшевик.
С 1918 по 1920 год жил в Киеве, продолжал совмещать медицинскую работу с журналистикой. В 1920 г. пошёл на службу в Красную армию. В составе 12 армии был направлен на Западный (Польский) фронт. Демобилизован в 1922 г. по состоянию здоровья.
С 1922 года занимался публицистикой и литературной критикой. Опубликовал роман «По следам войны. Походные записки 1914—1917» (1 изд. — 1925 г., 2 — 1928 г., 3 — 1998 г. — «Вставал кровавый Марс»). Посвятил несколько статей и книг задачам популяризации достижений психологии и психиатрии в России. Был одним из активных сторонников развития военной психиатрии.
Был дружен и состоял в переписке с известными литературными и общественными деятелями разных политических убеждений — писателями И. Буниным, М. Горьким, главой Наркомпроса А. В. Луначарским, революционером и ученым Н. А. Морозовым, редактором журнала «Правда» В. Кожевниковым, поэтом Д. Бедным.
В 1926 году переехал в Ленинград. Сотрудничал с рядом журналов, занимался литературной критикой. В начале 1930-х гг. начал терять зрение из-за старых ранений, перенес несколько неудачных операций, вскоре совсем ослеп.
Умер 7 ноября 1941 г. во время Ленинградской блокады. Похоронен на Литераторских мостках Волковского кладбища.

### Семья
Его жена Анна Ильинична Войтоловская (1879—1953) приходилась двоюродной сестрой литературному критику С. А. Венгерову, переводчице З. А. Венгеровой и пианистке И. А. Венгеровой.
Дочери:
- Адда Львовна Войтоловская (1902—1990), историк.
- Лина Львовна Войтоловская (1908—1984), литератор, киносценарист, жена киноведа И. В. Вайсфельда.
- Элла Львовна Войтоловская (в замужестве Дрейлинг, 1901—1982), литературовед.
- Александра Львовна Войтоловская (1912—1996), доктор экономических наук, педагог.

## Избранные сочинения
- Войтоловский Л. Н. Азия или Европа? : По поводу памфлета Максима Горького «Русская жестокость». — Киів : Держ. вид-во, 1922. — 30 с.
- Войтоловский Л. Н. Крит. очерк // Бедный Д. Собрание сочинений : 1909—1922. — М. ; Пб. : «Крокодил» при «Рабочей газете», 1923. — 48+390 с.
  - Войтоловский Л. Н. Демьян Бедный : Критико-биогр. очерк. — М. ; Л : Московский рабочий, 1925. — 60 с.
- Войтоловский Л. Н. Н. В. Гоголь // Гоголь Н. Сочинения. — М.; Л., 1927. — Т. 1. — С. III-XXVIII.
  - Н. В. Гоголь (1809—1852) // Гоголь Н. Сочинения: В 3 томах. — М.; Л., 1928. — Т. 1. — С. III-XXVIII.
- Войтоловский Л. Н. Н. В. Гоголь (1809—1852) // Гоголь Н. В. Сочинения. — М.; Л., 1928. — С. III—XV.
  -  — 2-е изд. — М.; Л., 1928. — С. III—XV.
  -  — 3-е изд. — М.; Л., 1929. — С. III—XV.
  -  — 4-е изд. — М.; Л., 1930. — С. III—XV.
- Войтоловский Л. Н. Декабристы : 1825 — 14 декабря — 1925. — М. ; Л : Гос. изд-во, 1926. — 32 с.
- Войтоловский Л. Н. История русской литературы XIX и XX веков: В 2-х томах. — М.; Л., 1926, 1928.
  - Ч. 1 : Пушкин ; Достоевский. — 1926. — 249 с.
  - Ч. 2 : Решетников ; Горький. — 1928. — 304 с.
- Войтоловский Л. Н. А. В. Кольцов // Кольцов А. В. Стихотворения. — М.; Л., 1927. — С. 3-8.
- Войтоловский Л. Н. Жизнь Владимира Галактионовича Короленко : (1853—1921). — Киев : Культотд. Профсоюза совработников, 1922. — 24 с.
- Войтоловский Л. Н. Крестьянин и рабочий в русской художественной литературе XIX и XX в.в. : Лит.-обществ. хрестоматия для шк. и самообразования в 2 ч. — М. ; Л : Гос. изд-во, 1925. — (Пособия для труд. шк. : Учеб. пособия для шк. I и II ступ.)
  - Ч.1 : Крещеная собственность. — 1926. — 159 с.
  - Ч.2 : 1. Волчья воля ; 2. За власть советов. — 1925. — 479 с.
  -  — 2-е изд. — М. ; Л : Гос. изд-во, 1926. — (Учеб. пособия для шк. I и II ступ.)
- Войтоловский Л. Н. Литературное значение и творчество Н. В. Гоголя : Крит. очерк с биогр. — Киев : Ф. Л. Иссерлис и К°, 1909. — 76 с.
- Войтоловский Л. Н. Очерки истории русской литературы XIX и XX веков. — 3-е изд., испр. — М.; Л.: Гос. изд-во, 1928. — Ч. 1: Пушкин — Достоевский. — 244 с.
- Войтоловский Л. Н. Очерки коллективной психологии : В 2 ч. — М. ; Пг : Гос. изд-во, [1923]—1925.
  - Ч. 1. — [1923]. — 88 с.
  - Ч. 2 : Психология общественных движений. — 1925. — 119 с.
- Войтоловский Л. Н. По следам войны : Поход. записки 1914—1917 / Предисл. Демьяна Бедного. — Л. : Гос. изд-во, 1925—1927. — Ч. 1. — 1925. — 202 с.; Ч. 2. — 1927. — 284 с.
  -  — 2-е изд. — М.; Л.: Гос. изд-во, 1928. — Ч. 1. — 369+2 с.
  - 1914 и 1915. — [М.] : Гос. изд-во, 1928. — (Из книги «По следам войны»)
  -  — Л.; М.: Огиз — Гос. изд-во худ. лит-ры, 1931. — 542+2 с. — (Дешевая библиотека ; № 9)
  -  — 2-е изд. — [Л.] : Изд-во писателей в Ленинграде, [1934]. — 599 с.
  - Всходил кровавый Марс : По следам войны : [Поход. записки о первой мировой войне]. — М.: Воениздат, 1998. — 428+3 с. — (Редкая книга). — 5000 экз. — ISBN 5-203-01845-6
- Войтоловский Л. Н. Предисловие // Стихотворения / Э.Верхарн, Ш.Бодлер, П.Верлен; Пер. Валентины Дынник, Луи Шенталь. — Киев : Культотд. Проф. союза сов. раб., 1922. — 47 с.
  -  — 2-е изд. — Киев: Культотд. проф. союза сов. раб., 1923. — 47 с.
- Войтоловский Л. Н. Роль чувства в коллективной психологии // Сборник работ по невропатологии и психиатрии, посвященный профессору И. А. Сикорскому его учениками по случаю тридцатипятилетия его врачебно-научной деятельности. 1869—1904. — Киев : тип. т-ва И. Н. Кушнерев и К°, 1904. — С. 652—700.
- Войтоловский Л. Н. Текущий момент и текущая литература : (К психологии соврем. обществ. настроений). — СПб.: Зерно, 1908. — 48 с.
- Войтоловский Л. Н. У японцев : Из путевых впечатлений. — Пг. ; М : Книга, 1924. — 80 с.
- Войтоловский Л. Н. [***] // Литературный распад : Крит. сб. — 1908. — Кн. 1. — С. 58, 95-202, 221—312; 1909. — Кн. 2.
- Героизм революции : Ист.-лит. хрестоматия XIX и XX веков : Париж. Коммуна — Октябрь : 1871—1917 / Сост. Л. Н. Войтоловский. — М : Гос. изд-во, [1924]. — 276 с.
  - Героизм революции : Ист.-лит. хрестоматия XIX и XX веков / Сост. Л. Н. Войтоловский. — 2-е изд. — М. ; Л : Тип. им. Гутенберга, 1925.
    -  — М.; Л.: Гос. изд-во, 1927. — Т. 1: Эпоха буржуазных революций. 1789—1861 гг. — 319 с.
    -  — Т. 2 : 1871—1917. — 1925. — 423 с.
- Книга / Под ред. Л. Н. Войтоловского. — Пг. [и др.]: Книга, 1920. — Сб. 1. — 94 с.; Сб. 2. — 88 с.
- Революционная поэзия : Чтец-декламатор / Сост. Л. Н. Войтоловский. — 2-е изд. — [Харьков] : Гос. изд-во Украины, 1923.